# Kajakarstwo na Letnich Igrzyskach Olimpijskich 2008 – K-4 500 m kobiet
K-4 500 metrów kobiet to jedna z konkurencji w kajakarstwie klasycznym rozgrywanych podczas Letnich Igrzysk Olimpijskich 2008. Kajakarze rywalizowali między 18 a 22 sierpnia na torze Park Olimpijski Shunyi w Pekinie.

## Terminarz
Wszystkie godziny są podane w czasie pekińskim (UTC+08:00)
| Data             | Godzina |            |
| ---------------- | ------- | ---------- |
| 18 sierpnia 2008 | 16:30   | Eliminacje |
| 20 sierpnia 2008 | 16:10   | Półfinał   |
| 22 sierpnia 2008 | 16:20   | Finał      |

## Wyniki

### Eliminacje
Pierwsze trzy osady z każdego z biegów eliminacyjnych awansowały do finału. Pozostałe osady awansowały do półfinału.
Bieg 1
| Pozycja | Zawodnik                                                            | Czas     | Uwagi |
| ------- | ------------------------------------------------------------------- | -------- | ----- |
| 1.      | Fanny Fischer Nicole Reinhardt Katrin Wagner-Augustin Conny Waßmuth | 1:33,912 | QF    |
| 2.      | Xu Yaping Zhong Hongyan Yu Lamei Liang Peixing                      | 1:36,971 | QF    |
| 3.      | Michele Eray Carol Joyce Nicola Mocke Jennifer Hodson               | 1:37,399 | QF    |
| 4.      | Stefania Cicali Alessandra Galiotto Fabiana Sgroi Alice Fagioli     | 1:37,436 |       |
| 5.      | Shinobu Kitamoto Ayaka Kuno Mikiko Takeya Yumiko Suzuki             | 1:38,618 |       |

Bieg 2
| Pozycja | Zawodnik                                                                        | Czas     | Uwagi |
| ------- | ------------------------------------------------------------------------------- | -------- | ----- |
| 1.      | Katalin Kovács Gabriella Szabó Danuta Kozák Natasa Janics                       | 1:34,321 | QF    |
| 2.      | Beata Mikołajczyk Aneta Konieczna Edyta Dzieniszewska Dorota Kuczkowska         | 1:36,497 | QF    |
| 3.      | Lisa Oldenhof Hannah Davis Chantal Meek Lyndsie Fogarty                         | 1:36,516 | QF    |
| 4.      | Beatriz Manchón Jana Šmidáková Sonia Molanes Teresa Portela                     | 1:37,914 |       |
| 5.      | Émilie Fournel Karen Furneaux Geneviève Beauchesne-Sévigny Kristin Ann Gauthier | 1:39,366 |       |

### Półfinał
Trzy najszybsze osady awansowały do finału.
Półfinał 1
| Pozycja | Zawodnik                                                                        | Czas     | Uwagi |
| ------- | ------------------------------------------------------------------------------- | -------- | ----- |
| 1.      | Beatriz Manchón Jana Šmidáková Sonia Molanes Teresa Portela                     | 1:37,712 | QF    |
| 2.      | Shinobu Kitamoto Ayaka Kuno Mikiko Takeya Yumiko Suzuki                         | 1:37,449 | QF    |
| 3.      | Stefania Cicali Alessandra Galiotto Fabiana Sgroi Alice Fagioli                 | 1:37,887 | QF    |
| 4.      | Émilie Fournel Karen Furneaux Geneviève Beauchesne-Sévigny Kristin Ann Gauthier | 1:38,224 |       |

### Finał
| Pozycja | Zawodnik                                                                | Czas     | Uwagi |
| ------- | ----------------------------------------------------------------------- | -------- | ----- |
| złoto   | Fanny Fischer Nicole Reinhardt Katrin Wagner-Augustin Conny Waßmuth     | 1:32,231 |       |
| srebro  | Katalin Kovács Gabriella Szabó Danuta Kozák Natasa Janics               | 1:32,971 |       |
| brąz    | Lisa Oldenhof Hannah Davis Chantal Meek Lyndsie Fogarty                 | 1:34,704 |       |
| 4.      | Beata Mikołajczyk Aneta Konieczna Edyta Dzieniszewska Dorota Kuczkowska | 1:34,752 |       |
| 5.      | Beatriz Manchón Jana Šmidáková Sonia Molanes Teresa Portela             | 1:35,366 |       |
| 6.      | Shinobu Kitamoto Ayaka Kuno Mikiko Takeya Yumiko Suzuki                 | 1:36,465 |       |
| 7.      | Michele Eray Carol Joyce Nicola Mocke Jennifer Hodson                   | 1:36,724 |       |
| 8.      | Stefania Cicali Alessandra Galiotto Fabiana Sgroi Alice Fagioli         | 1:36,770 |       |
| 9.      | Xu Yaping Zhong Hongyan Yu Lamei Liang Peixing                          | 1:37,418 |       |